# Persone di nome Antonín
| Questa pagina contiene informazioni ricavate automaticamente dalle voci biografiche con l'ausilio del template Bio e di un bot. L'aggiornamento è periodico e automatico e ricostruisce completamente la pagina. Se manca una persona in questa lista, sei pregato di non aggiungerla, ma accertati piuttosto che la sua voce biografica contenga il template Bio e che i dati anagrafici siano correttamente compilati. Se il template Bio manca, inseriscilo tu stesso o, in alternativa, metti l'avviso {{tmp\|Bio}} che ne segnala la mancanza. Se i dati riportati sono sbagliati, correggi direttamente la voce biografica; le modifiche saranno visibili in questa lista entro pochi giorni. Per chiarimenti vedi il progetto antroponimi. La lista contiene solo le 55 persone che sono citate nell'enciclopedia e per le quali è stato implementato correttamente il template Bio. Pagina aggiornata al 16 ott 2024. |

Questa è una lista di persone presenti nell'enciclopedia che hanno il prenome Antonín, suddivise per attività principale.

## Allenatori di calcio(2)
- Antonín Fivebr, allenatore di calcio e calciatore cecoslovacco (Praga, n. 1888 - Praga, † 1973)
- Antonín Rýgr, allenatore di calcio e calciatore cecoslovacco (Kladno, n. 1921 - † 1998)

## Arcivescovi cattolici(3)
- Antonín Brus z Mohelnice, arcivescovo cattolico tedesco (Mohelnice, n. 1518 - Praga, † 1580)
- Antonín Petr Příchovský z Příchovic, arcivescovo cattolico ceco (Svojšín, n. 1707 - Praga, † 1793)
- Antonín Cyril Stojan, arcivescovo cattolico ceco (Beňov, n. 1851 - Olomouc, † 1923)

## Astronomi(2)
- Antonín Bečvář, astronomo ceco (Stará Boleslav, n. 1901 - Stará Boleslav, † 1965)
- Antonín Mrkos, astronomo ceco (Střemchoví, n. 1918 - Praga, † 1996)

## Calciatori(28)
- Antonín Barák, calciatore ceco (Příbram, n. 1994)
- Antonín Bradáč, calciatore cecoslovacco (Praga, n. 1920 - † 1991)
- Antonín Carvan, calciatore cecoslovacco (Praga, n. 1901 - † 1959)
- Antonín Fantiš, calciatore ceco (Praga, n. 1992)
- Antonín Hojer, calciatore cecoslovacco (Praga, n. 1894 - † 1964)
- Antonín Janda, calciatore cecoslovacco (Praga, n. 1892 - † 1960)
- Antonín Kaliba, calciatore cecoslovacco (Praga, n. 1898 - † 1936)
- Antonín Kinský, ex calciatore ceco (Praga, n. 1975)
- Antonín Kinský, calciatore ceco (Praga, n. 2003)
- Antonín Klicpera, calciatore cecoslovacco (Praga, n. 1901 - † 1951)
- Antonín Kučera, calciatore boemo († 1950)
- Antonín Křapka, calciatore ceco (Mladá Boleslav, n. 1994)
- Antonín Křišťál, calciatore cecoslovacco (Žižkov, n. 1904 - † 1976)
- Antonín Laštovička, calciatore cecoslovacco (Kladno, n. 1898 - † 1973)
- Antonín Moudrý, calciatore cecoslovacco (n. 1905 - † 1979)
- Antonín Novák, calciatore cecoslovacco (Praga, n. 1907 - † 1982)
- Antonín Panenka, ex calciatore e dirigente sportivo ceco (Praga, n. 1948)
- Antonín Perner, calciatore cecoslovacco (Praga, n. 1899 - † 1973)
- Antonín Presl, calciatore ceco (n. 1988)
- Antonín Puč, calciatore cecoslovacco (Jinonice, n. 1907 - Praga, † 1988)
- Antonín Ratzensberger, calciatore cecoslovacco (n. 1893 - † 1963)
- Antonín Rosa, calciatore ceco (Ústí nad Labem, n. 1986)
- Antonín Růsek, calciatore ceco (Znojmo, n. 1999)
- Antonín Šetela, calciatore boemo (n. 1882)
- Antonín Vaníček, calciatore ceco (n. 1998)
- Antonín Vodička, calciatore cecoslovacco (Praga, n. 1907 - † 1975)
- Antonín Vosátka, calciatore boemo (n. 1884 - † 1958)
- Antonín Šindelář, calciatore cecoslovacco (Praga, n. 1902 - † 1985)

## Cardinali(1)
- Antonín Theodor Colloredo-Waldsee, cardinale e arcivescovo cattolico austriaco (Vienna, n. 1729 - Kroměříž, † 1811)

## Compositori(4)
- Antonín Dvořák, compositore ceco (Nelahozeves, n. 1841 - Praga, † 1904)
- Antonín Reicha, compositore ceco (Praga, n. 1770 - Parigi, † 1836)
- Anton Stamitz, compositore e violinista tedesco (Mannheim - Parigi)
- Antonín Vranický, compositore austriaco (Neureisch, n. 1761 - Vienna, † 1820)

## Compositori di scacchi(1)
- Antonín Novotný, compositore di scacchi boemo (Dobromilice, n. 1827 - Vienna, † 1871)

## Educatori(1)
- Antonín Jan Jungmann, educatore e medico ceco (Hudlice, n. 1775 - Praga, † 1854)

## Ingegneri(1)
- Antonín Klír, ingegnere e compositore di scacchi ceco (Strašice, n. 1864 - Praga, † 1939)

## Nuotatori(1)
- Antonín Novotný, nuotatore e pallanuotista cecoslovacco (Praga, n. 1900 - Praga, † 1962)

## Paleontologi(1)
- Antonin Fritsch, paleontologo, biologo e geologo ceco (Praga, n. 1832 - Praga, † 1913)

## Pesisti(1)
- Antonín Žalský, pesista e discobolo ceco (Jilemnice, n. 1980)

## Pittori(2)
- Antonín Chittussi, pittore ceco (Ronov nad Doubravou, n. 1847 - Praga, † 1891)
- Antonín Mánes, pittore ceco (Praga, n. 1784 - Praga, † 1843)

## Politici(4)
- Antonín Janoušek, politico e giornalista cecoslovacco (Nymburk, n. 1877 - Mosca, † 1941)
- Antonín Novotný, politico ceco (Letňany, n. 1904 - Praga, † 1975)
- Antonín Švehla, politico cecoslovacco (Praga, n. 1873 - Praga, † 1933)
- Antonín Zápotocký, politico cecoslovacco (Zákolany, n. 1884 - Praga, † 1957)

## Vescovi cattolici(1)
- Antonín Eltschkner, vescovo cattolico e esperantista ceco (Polička, n. 1880 - Brno, † 1961)

## Violinisti(1)
- Antonín Bennewitz, violinista, direttore d'orchestra e docente ceco (Přívrat, n. 1833 - Praga, † 1926)

## Violoncellisti(1)
- Antonín Kraft, violoncellista e compositore ceco (Rokycany, n. 1749 - Vienna, † 1820)